# Holiday Hills (Illinois)
Pour les articles homonymes, voir Holiday Hills.
Holiday Hills est un village du comté de McHenry dans l'Illinois, aux États-Unis,. Situé à l'est du comté, il est incorporé le 10 mars 1976.

## Démographie
Lors du recensement de 2010, le village comptait une population de 610 habitants. Elle est estimée, en 2016, à 588 habitants.

### Source de la traduction
- (en) Cet article est partiellement ou en totalité issu de l’article de Wikipédia en anglais intitulé « Holiday Hills, Illinois » (voir la liste des auteurs).